# 정신궁주
정신궁주(貞信宮主, ? ~ 1421년 이후)는 고려(高麗)의 공주(公主)이다. 고려 공양왕(高麗 恭讓王)과 순비 노씨(順妃 盧氏)의 둘째 딸이다.

## 생애

### 가계
고려의 마지막 왕인 공양왕과 순비 노씨의 차녀이며, 생년은 명확하지 않다. 성은 왕, 본관은 개성이다.
정신궁주의 아버지 공양왕은 신종의 7대손으로, 1389년(공양왕 원년) 창왕을 폐위시킨 이성계 일파의 추대를 받아 왕위에 올랐다. 그러나 공양왕 즉위 후에도 실권은 이성계 일파에게 있었고, 1392년(공양왕 4년) 마침내 이성계가 새 왕조 조선을 세우면서 고려는 그 막을 내리게 된다. 공양왕은 1394년(조선 태조 3년) 사사되었다. 한편 숙녕궁주의 어머니 순비 노씨는 창성군 노진의 딸로, 1389년(공양왕 원년) 왕비에 책봉되었으며 정신궁주를 비롯한 1남 3녀를 낳았다.

### 공주 시절
정신궁주는 공양왕 즉위 이듬해인 1390년(공양왕 2년) 음력 윤4월 17일 다른 두 자매와 함께 궁주로 책봉되어 정신궁주(貞信宮主)에 봉해졌다. 이후 궁주는 단양군에 봉해진 우성범과 혼인하였으나, 남편 우성범은 1392년(조선 태조 원년) 참형당했다.
이후 궁주는 1421년(조선 세종 3년) 음력 1월 13일 공양왕릉을 수호하는 종을 둘 것을 청하는 상소를 올렸다는 기록이 있는 것으로 보아 적어도 1421년 이후에 사망한 듯 하다. 호는 정신궁주(貞信宮主)이며, 자녀 등에 대한 기록은 남아있지 않다.

## 가족 관계
정신궁주는 단양 우씨 우성범과 혼인하였다. 우성범은 찬성사를 지낸 우현보의 손자이며, 첨서밀직사사를 지낸 우홍수의 아들이다. 우성범은 1390년(공양왕 2년) 세자시학에 제수되었으나, 1392년(공양왕 4년) 공양왕이 폐위되자 손아랫동서 강회계와 함께 이성계 일파에게 참수되었다.
한편 우성범의 아버지 우홍수도 이 해 음력 8월 23일 모함을 받아 처형되었는데, 태종 때 편찬된 《태조실록》에는 정도전이 사감을 가지고 모함을 하여 죽음에 이르게 했다고 적고 있다.
- 부왕 : 제34대 공양왕(恭讓王, 1345~1394, 재위:1389~1392)
- 모후 : 순비 노씨(順妃 盧氏, 생몰년 미상)
  - 남매 : 정성군 석(定城君 奭, ?~1394)
  - 언니 : 숙녕궁주(肅寧宮主, 생몰년 미상)
  - 동생 : 경화궁주(敬和宮主, 생몰년 미상)
- 시아버지 : 우홍수(禹洪壽, 1355~1392)
  - 남편 : 우성범(禹成範, ?~1392)